# František Ventura
František Ventura (Vysoké Mýto, 13 de agosto de 1894 - 1 de dezembro de 1969) foi um ginete checo, especialista em saltos, campeão olímpico.

## Carreira
František Ventura representou seu país nos Jogos Olímpicos de Verão de 1928, no qual conquistou a medalha de ouro nos saltos individual.